# アレクサンドル・オスキン
アレクサンドル・ペトローヴィチ・オスキン(ロシア語: Александр Петрович Оськин、1920年4月7日 - 2010年2月21日)は、ソヴィエト連邦の軍人。最終階級は陸軍大佐。

## 経歴

### 前半生
1920年4月7日、ロシア・ソビエト連邦社会主義共和国リャザン県マロエ・コロヴィノ(現・ロシア連邦リャザン州ザハロヴォ地区)で生まれる。1932年にモスクワへ移り住んだ。1937年に義務教育を、1939年にモスクワ金融経済専門学校を修了。その後はモスクワの税務調査官として働いていた。
1940年10月より赤軍に入隊し、中央アジア軍管区の機甲科学校に入学した。翌年修了している。

### 大祖国戦争
大祖国戦争が勃発すると、オスキンはT-26を中心とした第18戦車連隊に配属された。ブリャンスク戦線や西部戦線に赴き、スモレンスクの戦いやモスクワの戦いに参戦したが1941年10月18日に重傷を負った。 しばらくはソルモフスキーで療養していたが、1942年1月には完治していないにもかかわらず前線へ戻されている。1942年7月から9月までは第163戦車旅団でT-34を、9月から10月までは第56戦車旅団で同じくT-34を駆りスターリングラード攻防戦に参戦したが、10月29日に敵航空機の爆撃により再び重傷を負った。
1943年、オスキンは後送先にあったポルタフスコエ戦車学校を卒業し、翌年前線へ復帰した。
オスキンは1944年1月から第5独立訓練戦車連隊に所属しT-34-85を受領、第1バルト戦線に加わった。6月からは第53戦車旅団の司令官に就任、T-34-85に搭乗し第1ウクライナ戦線に加わった。リヴォフ＝サンドミール作戦やヴィテブスクでの戦闘などで彼の搭乗していたT-34は7回炎上している。

### ティーガーIIとの戦闘

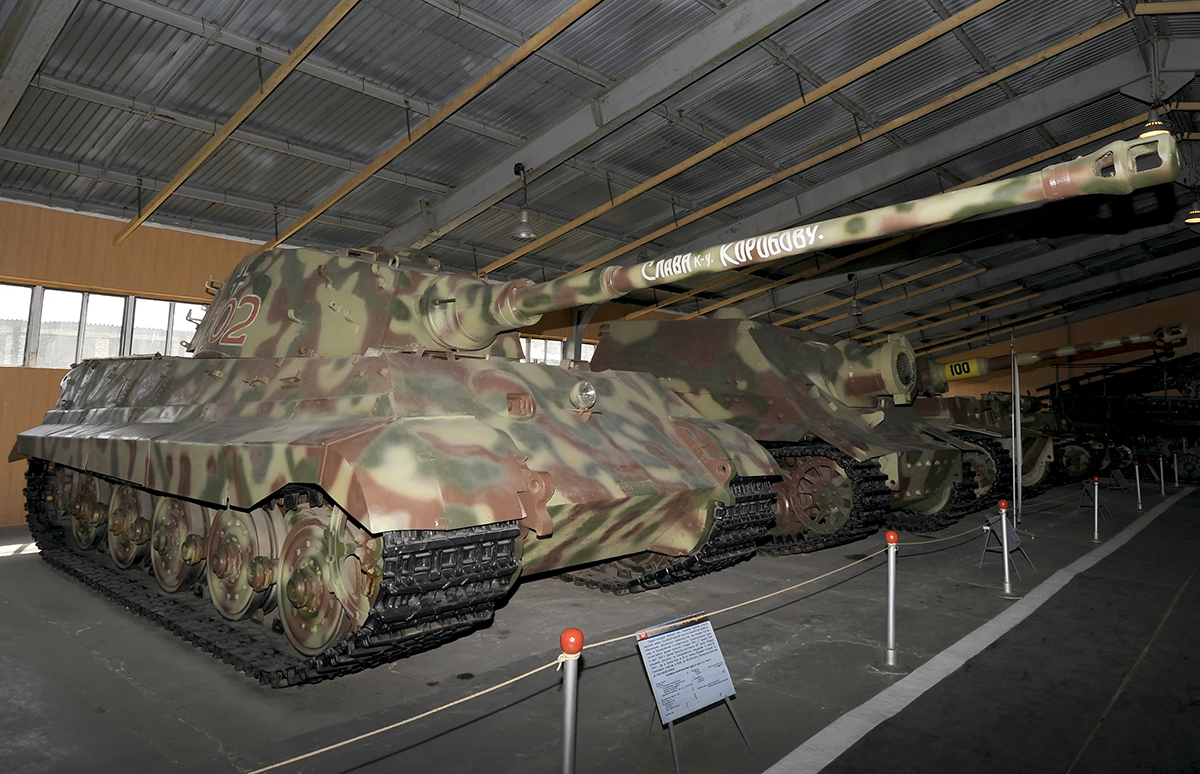
クビンカ戦車博物館に保存されるティーガーII(2010年)

1944年8月12日、オスキンはヴィスワ川のサンドミェシュ橋頭保付近のオグルドウ村(ポーランド語版)に潜みドイツ軍を待ち伏せした。しばらくしてドイツ陸軍第501重戦車大隊と遭遇し、彼のT-34-85は戦車を巧妙に偽装していたこともあり、奇襲に成功、ソビエト側の戦車を発見できないドイツ軍を翻弄し、3両のティーガーIIを撃破する戦果を上げた。これは東部戦線に投入されたティーガーIIの初の戦闘であるとされるが、ドイツ側の完全な敗北となった。
翌13日、ソヴィエト側は昨日の戦闘で遭遇した3両のティーガーIIをほぼ完璧な状態で鹵獲することに成功した。その際鹵獲された車両(102号車、234号車、502号車)はクビンカへ送られたが、このうち502号車は現在でもクビンカ戦車博物館で見ることができる。
先の戦闘におけるオスキンの英雄的行為がソビエト連邦最高会議で認められたため、1944年9月23日に彼はソ連邦英雄に列せられ、ソ連邦英雄金星章及びレーニン勲章を受章した。また、彼の砲手を務めていたアブバキール・ユスーパヴィチ・メルハイダロフ親衛上級軍曹は赤旗勲章を受けている。

### 戦後
オスキンは1945年1月からマリノフスキー装甲士官学校に入り、そこで終戦を迎えた。12月、脳震盪を起こし一時休養を取っている。マリノフスキー装甲士官学校を卒業した後、ハンガリー南部の中戦車大隊指揮官やモスクワ軍管区の戦車兵訓練部隊指揮官に就任した。
1964年から1969年にかけて、モスクワ鉄鋼合金大学軍事部門の教員を務め、1971年中佐に昇進した。
退役後は食品加工を請け負う企業で軍用食品の指導などを行った。
2010年2月21日にモスクワで死去。

## 叙勲
- ソ連邦英雄 (1944年9月23日)[9]
- レーニン勲章 (1944年9月23日）[9]
- 祖国戦争勲章 (1985年3月11日)
- 赤星勲章 (1955年10月26日)
- 戦功記章 (1950年11月15日)